# Hỏa Thiên Đại Hữu

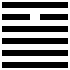
Đồ hình quẻ Hỏa thiên đại hữu

Quẻ Hỏa Thiên Đại Hữu, đồ hình ||||:| còn gọi là quẻ Đại Hữu (大有 da4 you3), là quẻ thứ 14 trong Kinh Dịch.
- Nội quái là ☰ (||| 乾 qian2) Càn hay Trời (天).
- Ngoại quái là ☲ (|:| 離 li2) Ly hay Hỏa (火).

Giải nghĩa: Khoan dã. Cả có. Thong dong, dung dưỡng nhiều, độ lượng rộng, có đức dày, chiếu sáng lớn. Kim ngọc mãn đường chi tượng: vàng bạc đầy nhà.
Giải thích của người Việt là bổ sung thêm tượng: sở hữu tài sản vật chất và tinh thần ở mức cao nhất.